# DORMA

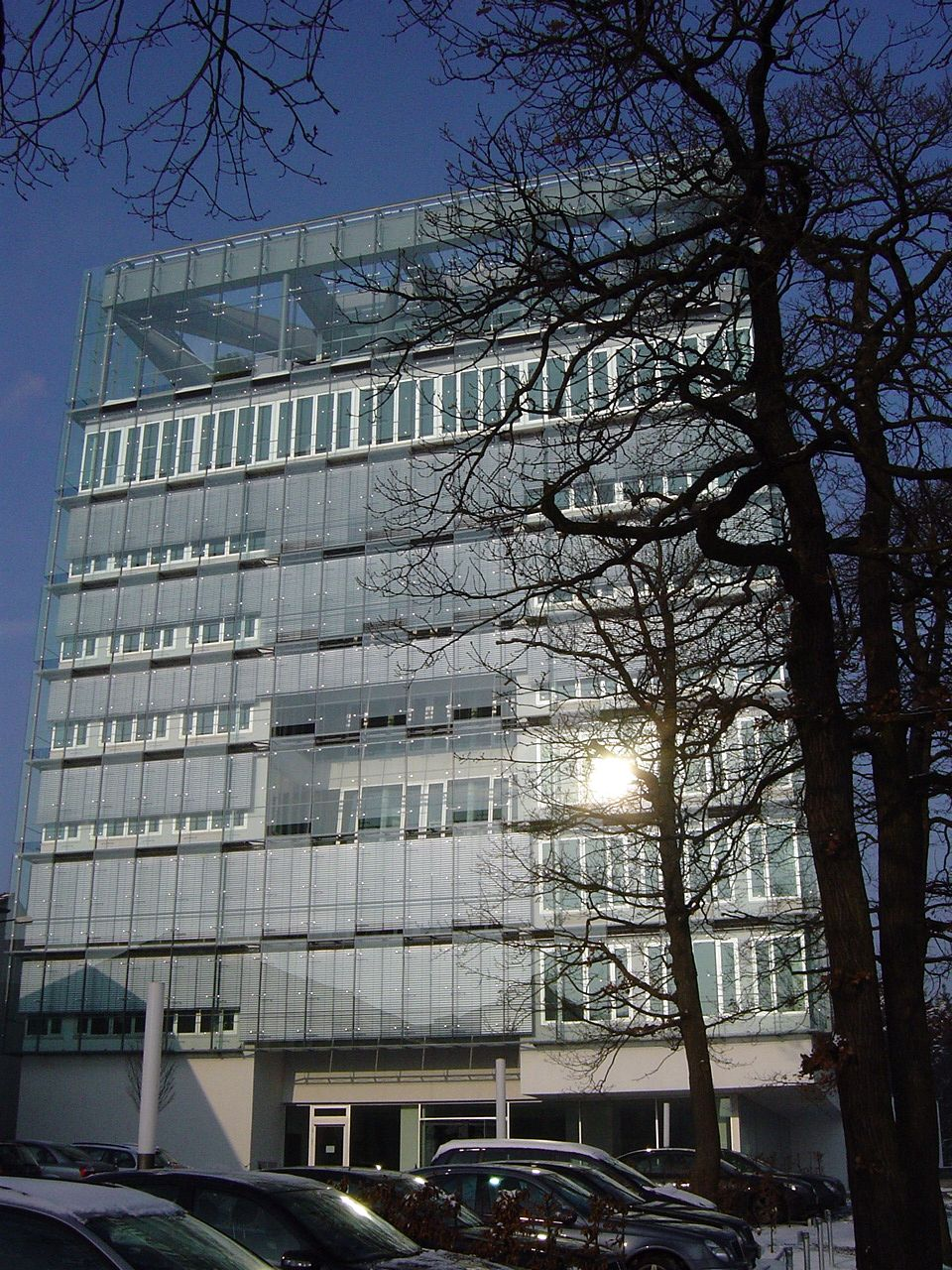
}}Sede principal de DORMA en Ennepetal

DORMA es una empresa alemana residente en Ennepetal, Alemania, fundada por Rudolf Mankel y su cuñado Wilhelm Dörken en 1908 como Dörken & Mankel KG.
La firma se dedica a la fabricación y venta de productos relacionados con puertas y controla a nivel global 69 compañías propias localizadas en 45 diferentes países. Una de las subsidiarias del Grupo DORMA es DORMA Ibérica, situada en Arganda del Rey, España.

## Información Financiera
Actualmente el Grupo DORMA da empleo a aproximadamente 6500 personas y en el año fiscal 2009/10 la compañía realizó unas ventas de 856,4 millones de euros. Hoy en día DORMA pertenece al grupo de las empresas líderes en el sector de puertas.

## Estructura y organización
Todavía DORMA sigue siendo una empresa familiar, ya que el propietario, Karl-Rudolf Mankel es nieto de uno de los fundadores.
Está subdividida en cinco divisiones: Control de Puertas, Puertas Automáticas, Sistemas y herrajes para vidrio (DORMA-Glas), Seguridad / Tiempo y Control de Accesos (STA) y Muros Móviles. Sus principales centros de producción están localizados en Europa, Singapur, Malasia, China y América del Norte y del Sur.

## Productos
- Control de Puertas: herrajes para puertas y ventanas, cerraduras, cierrapuertas
- Puertas Automáticas: puertas correderas, batientes y giratorias, particiones de paneles de vidrio accionadas automáticamente
- DORMA Glas : herrajes para puertas de vidrio y sistemas decorativos y estructurales en vidrio
- STA : sistemas de seguridad en salidas de emergencia (cerraduras para salidas de emergencia anti-pánico), sistemas de control de acceso y de registro de presencia
- Muros Móviles: muros deslizantes

- Datos: Q467834
- Multimedia: Dorma (company) / Q467834